# 장동역 (화순)
장동역(壯東驛)은 전라남도 화순군 동면에 있던 화순선의 폐역이다. 화순역 기점에서 7.2km 떨어진 곳에 있었으며 인근 지역의 무연탄수송이 주업무였으나 탄광산업의 쇠퇴로 화순선이 대한석탄공사로 사철화 되면서 폐역된 것으로 알려지고 있다. 지금은 플랫폼 흔적만 남아 있다.

## 역사
- 1942년 10월 1일: 화순선 개통과 함께 영업 개시[1]
- 1951년 2월 5일: 역원배치 간이역으로 변경
- 1974년 1월 1일: 여객 취급 중지, 무연탄 전용 취급
- 1986년 1월 1일: 폐역[2]